# Schloss Thalhof (Leoben)

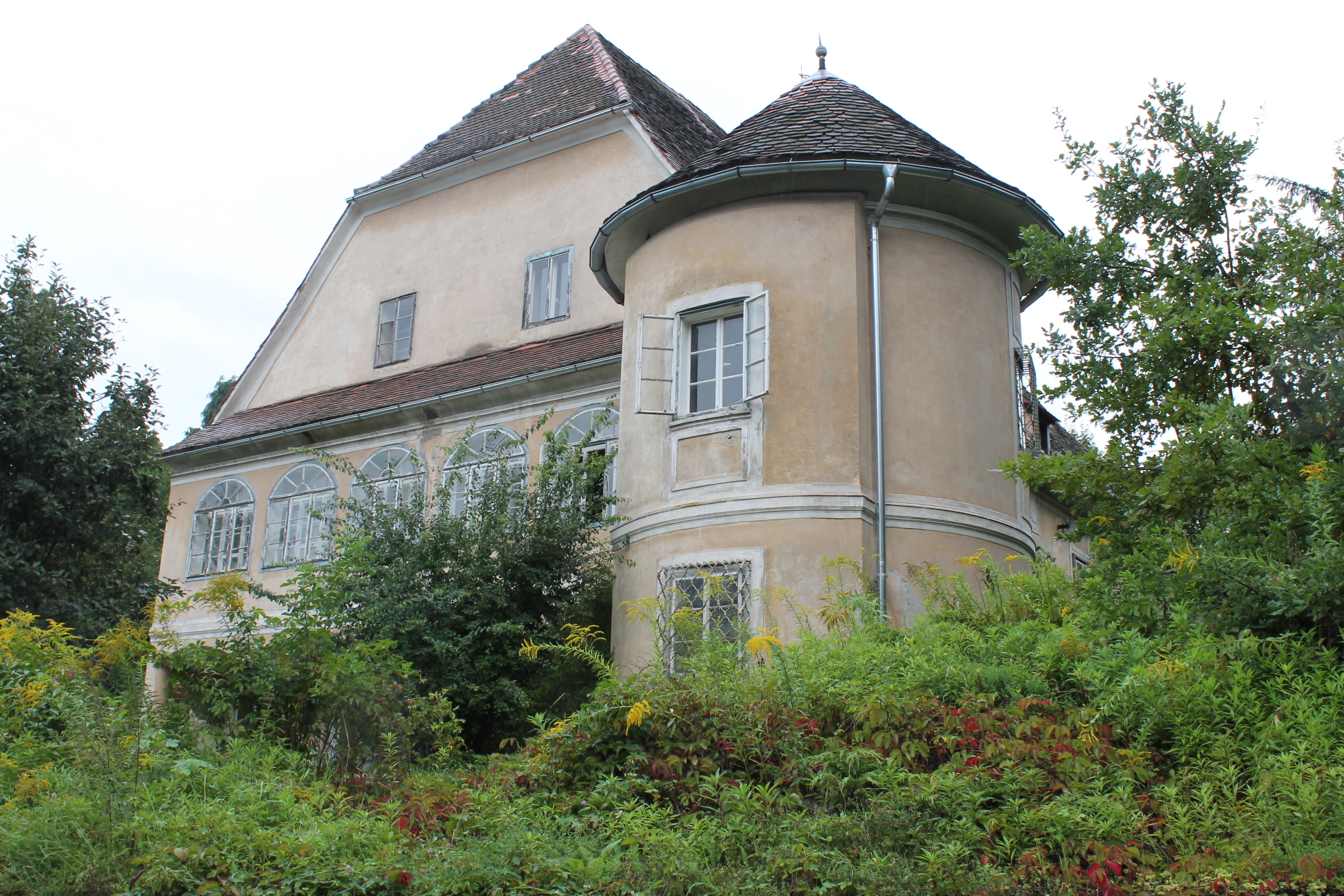
Schloss Thalhof

Schloss T(h)alhof ist ein Ansitz und liegt in der obersteirischen Stadt Leoben. Das Schloss steht unter Denkmalschutz.

## Geschichte und Gestaltung
Der Thalhof wird erstmals im 15. Jahrhundert als Besitz der Herren von Saurau erwähnt. Diese Herrenhausanlage steht in der Kaltenbrunnerstraße im Leobener Stadtteil Göss. Der stattliche zweigeschoßige Baukörper mit Krüppelwalmdach und einem Rundturm im Südost-Eck stammt aus dem 16. Jahrhundert. Die Fassaden sind aus dem 18. Jahrhundert, ebenso die Fensterkörbe aus Schmiedeeisen.
Das Schloss befindet sich im Besitz des Malers Robert Schöller.